# Alexander Wladimirowitsch Fadejew
Alexander Wladimirowitsch Fadejew (russisch Александр Владимирович Фадеев; englisch Alexandre Fadeev; * 4. Januar 1964 in Kasan, Tatarische ASSR, Russische SFSR, Sowjetunion) ist ein ehemaliger sowjetischer Eiskunstläufer, der im Einzellauf startete. Er ist der Weltmeister von 1985 und der Europameister von 1984 und von 1987 bis 1989.
Alexander Fadejew begann mit dem Eiskunstlaufen schon als kleines Kind. Die ersten Schlittschuhe bekam er von seinen Eltern geschenkt. Der Vater Wladimir, von Beruf Elektronik-Ingenieur, hatte eigentlich nichts für das Eiskunstlaufen übrig. Die Mutter Anna, von Beruf Ärztin, war die treibende Kraft, die Alexander Fadejew zum Eiskunstlaufen brachte.
Als sechsjähriger Schüler wurde Alexander Fadejew von dem Eiskunstlauftrainer Gennadi Tarassow entdeckt. Mit 16 Jahren ging er zu Trainer Stanislaw Schuk nach Moskau und startete fortan für den ZSKA Moskau.
Alexander Fadejew zeigte als erster Eiskunstläufer die Kombination Dreifachaxel-Doppeltoeloop. Seine größten Erfolge waren der Weltmeistertitel 1985, insgesamt vier Europameistertitel und der Juniorenweltmeistertitel 1980. Eine Medaille bei Olympischen Spielen konnte er nicht gewinnen.
Während seiner Amateurzeit studierte Alexander Fadejew Sport. Danach ging er zu den Profis und trat in mehreren Eisshows auf. Er lebt heute mit seiner Ehefrau Cydèle, einer ehemaligen kanadischen Eiskunstläuferin, bei Chicago in den USA, wo beide als Trainer arbeiten.

## Ergebnisse
| Wettbewerb / Jahr           | 1979 | 1980 | 1981 | 1982 | 1983 | 1984 | 1985 | 1986 | 1987 | 1988 | 1989 | 1990 |
| --------------------------- | ---- | ---- | ---- | ---- | ---- | ---- | ---- | ---- | ---- | ---- | ---- | ---- |
| Olympische Winterspiele     |      |      |      |      |      | 7.   |      |      |      | 4.   |      |      |
| Weltmeisterschaften         |      | 14.  |      | 10.  | 4.   | 3.   | 1.   | 3.   | 3.   | Z    | 4.   |      |
| Europameisterschaften       |      |      | 9.   | 5.   | 3.   | 1.   |      | 3.   | 1.   | 1.   | 1.   |      |
| Juniorenweltmeisterschaften | 3.   | 1.   |      |      |      |      |      |      |      |      |      |      |
| Sowjetische Meisterschaften |      | 4.   | 2.   | 3.   | 1.   |      |      | 1.   | 1.   | 1.   | 1.   | 1.   |

- Z = Zurückgezogen